# 高木俊朗
高木 俊朗（たかぎ としろう、1908年（明治41年）7月18日 - 1998年（平成10年）6月25日）は、日本の映画監督、脚本家、ノンフィクション小説家である。

## 略歴
東京生まれ。1933年早稲田大学政治経済学部卒業後、松竹蒲田撮影所に入社、清水宏に師事。
その後、富士スタジオ、日本映画社に勤務。1939年から陸軍映画報道班員として、日中戦争に従軍し、記録映画を製作した。
太平洋戦争中、1942年に陸軍航空本部映画報道班員として、マレーシア、インドネシア、タイ、仏印などに従軍。映画報道班員としての体験をもとに、新聞や放送の発表と現実の戦況の違い、戦場の苛酷なありさまの見聞等々、インパール作戦の悲惨さを明らかにして陸軍指導部の無謀さを告発することを決意した。
戦争末期の1945年に鹿児島県川辺郡知覧町（現・南九州市）の航空基地に転属、特攻隊員たちとの交流を通じて、彼らの人間的苦悩にふれて、その真実を書き留めようと戦記作家として活動を始めた。
1951年、フリーの映画製作者となり、主として記録映画の脚本、監督に当たった。1952年、ブラジルの移民史映画製作のため、3月ブラジルに渡航。受け入れ側の契約不履行によって、映画の製作は中止となったが、当地の日系人社会において敗戦を認めない勝ち組と敗戦を認める負け組が対立して、大混乱に陥っていることを知った。その真相を突き止めるため、10ヶ月間ブラジルに滞在して取材活動を続けた。1954年製作の映画『白き神々の座 日本ヒマラヤ登山隊の記録』（演出を担当）はブルーリボン賞を受賞。
従軍記者として接した特攻について「日本はもとより、この地球上に、再び特攻作戦を実現させてはならない」という思いのもとで、『遺族』（出版協同社、1957年）を初め、『知覧』（朝日新聞社、1965年）、『陸軍特別攻撃隊』（文藝春秋、1974-75年）など特攻に関する著作を多く出版し、1975年に『陸軍特別攻撃隊』で菊池寛賞を受賞。学徒出陣や特攻隊をテーマに数多くの講演会や講座講師を務めた。
1963年に朝日新聞主催の大阪本社創刊85年、東京本社創刊75周年を記念する事業での一千万円懸賞小説に募集、惜しくも次席入賞だった（なお受賞作品は三浦綾子『氷点』）。
1969年にTBSラジオで放送された「愛の戦記」というラジオ番組の制作に携わった。この番組は高木自身がラジオのパーソナリティになって、中林淳眞のギター生演奏のなかで、高木が視聴者から寄せられた戦時中の恋愛のエピソードについて語るという番組であった。
文藝春秋の元編集者だった宮崎博によれば、取材に誠実だが校正刷りに加筆・修正の連続で編集者泣かせ、ノンフィクション作家の柳田邦男は、70年代以降の戦争記録は事実検証がとくに厳密だと回想している。
1998年6月、腎臓癌のため逝去、享年89。本人の遺志で葬儀・告別式は行われなかった（「朝日新聞」1998年7月7日付）。墓所は静岡県駿東郡小山町大御神にある冨士霊園「文学者之墓」。
その作品は、演出家・劇作家の鴻上尚史にも大きな影響を与え、2018年制作の『不死身の特攻兵』を書くきっかけとなり、鴻上は絶版のままにしておくのは惜しい作品と評した。

## インパール作戦五部作について
高木はインパール作戦当時、第5飛行師団の報道班員としてビルマに滞在し、第33師団長の柳田元三中将や、旧知の関係だった歩兵第214連隊長の作間喬宜大佐らへの面会を行い、第5飛行師団司令部で作戦の推移を見守った。終戦後、高木は歩兵第214連隊の関係者等への取材を元に、第33師団の苦闘の模様を描いた『イムパール』を1949年に刊行した。また1966年には、第31師団長の佐藤幸徳中将の行動に焦点を当てた『抗命』を発表し、いずれもロングセラーとなった。
その後、第55師団長の花谷正中将の暴虐ぶりを詳述した『戦死』を1967年に、戦車第14連隊を基幹とした井瀬支隊の悲惨な戦闘状況を取り上げた『全滅』を1968年に、第15師団幹部が第15軍の支離滅裂な作戦命令に苦悩する模様を描いた『憤死』を1969年に刊行し、これらインパール作戦五部作は、軍上層部が進めた無謀な作戦の実態を明らかにした作品として評価され、その後の戦史研究等において参照される文献となった。
高木と交流のあった澤地久枝は、高木はビルマで、戦争の悪や悲惨さ以上に、軍中枢の無責任や腐敗・傲慢を実感し、これでは多数の無惨な戦死者が浮かばれないとの思いを残したのではないかと受け止めている。そして、その実相を描き責任をとるべき将官を告発することが、救いようのない死を遂げた者に対する答えとなると考えたのではないか、と述べている。
戦史研究家・作家の大木毅は、高木が参加した月刊誌『歴史と人物』（中央公論社）の戦史特集号での座談会で、牟田口廉也中将に対して激しい義憤、怒りを抱いているという印象を強く抱き、そうした義憤や怒りが、高木の執筆動機になったのではないかと述懐している。また、高木が元将兵に対して相当量の聞き込みを行っていたことに関して、高木が書き残したエピソードの中には、今となっては文書史料では確認ができず、当時高木が聞き込んで書いたことを信じる以外にないものも存在するとしている。

### 肯定的な評価
評論家・小説家の臼井吉見は、インパール作戦における惨憺たる自滅は一民族の特質を余すところなく露呈しており、高木の『インパール』は、そうした民族の悲劇を巧みに捉え、優れた叙事詩の大作にも比すべき成功を収めたと評価している。
ジャーナリストの入江徳郎は、『インパール』は戦争と作戦をパノラマのように雄渾に描きつつ、その中にうごめき、死んでゆく人間の悲惨さが込められていると評価している。
『インパール』『抗命』『戦死』『全滅』『憤死』刊行時には、多くの新聞・雑誌に書評が掲載され、『抗命』については新聞7紙・雑誌2誌、『戦死』については新聞5紙・雑誌1誌が書評を出している。

### 否定的な評価
高木は『憤死』文庫版のあとがきの中で、第15師団長の山内正文中将がオートミールを常食したり洋式便器を携行させたりしたことを『憤死』が描いたため、「こんな師団長だったから祭兵団は弱く敗けたのだ」という印象を与えたとして、同書は第15師団関係者には不評だったことを述べている。
また、第31師団が抗命撤退を行った結果、コヒマ－インパール道で英印軍の急襲を受けて甚大な被害を蒙った歩兵第60連隊の連隊史には、具体的な書名は伏せつつも、人道的名目の下に第31師団の抗命撤退を正当化した既刊戦記に対して、元連隊将兵から批判があったことが記されている。

### 『抗命』の書名について
『抗命』の初版には「烈師団長発狂す」との副題が付けられている（文庫版ではこの副題は削除された）。実際には佐藤幸徳中将は、上官である牟田口廉也中将の上申で確かに精神鑑定を受けることになったものの、作戦中もその後の精神状態も正常との結論が下されており、医学的にはこの表現は誤りである。高木は『イムパール』の終盤で佐藤を「きちがいになった－しかし真相は別にある」と書いており、「これが、実は牟田口中将の目的であった」と牟田口の責任回避策である旨を明言していた。その後、高度経済成長期に入ると部隊史が相次いで刊行され、資料が充実したため、高木は数年の準備期間をかけ再取材を実施し、東京新聞に1966年7月5日から10月8日まで『抗命』の連載を行った。更に書籍化の企画が文藝春秋より持ち込まれたため、出版に際して誤認訂正と大幅な加筆を実施している。そのため、文庫版などでは軍医が正常と診断した旨についても明記されている。一方、鑑定を行った精神科医（当時軍医大尉）山下實六は『抗命』の調査への努力は評価しているものの、当時を回顧する講演でこの誤解に触れ、この表題をつけた作者の一人として高木を指摘している。

## 「ルソン戦記 ベンゲット道」について
広範な地域を戦場としたルソン島の戦いの中から、マニラ－バギオ間を結ぶベンゲット道などで米軍と交戦した、第23師団工兵第23連隊中隊長の落合秀正大尉の行動を中心に取り上げた戦記である。落合によれば、高木は同書のために十数年にわたる取材を行い、落合の知る範囲で数十名に対する面談を行った上で執筆を行ったという。
なお、落合は、原稿段階で一度自分が作品の内容を確認する約束だったにもかかわらず、2分冊で刊行される予定だった本が出版社の方針で急遽1冊にまとめられることになったため、書き直しと校正のために作業時間の余裕がなくなり、自らの確認を経ないまま第1刷が刊行されたことを明かしている。そして、再刷の際には、高木に対して約8時間をかけて事実と異なると思われる箇所を指摘し、高木も第2刷以降で相当の修正を行ったことを証言している。

### 肯定的な評価
落合は、同書が戦いの模様を世に伝え残す役割を果たすこととなり、感謝している旨を明らかにしている。
また、同書は好調な売れ行きを見せ、1985年1月から3月にかけて、日本経済新聞、毎日新聞、南日本新聞など新聞7紙と雑誌2誌に書評が掲載されている。

### 否定的な評価
落合は、同書第3刷に示された自らの心境の描写は、2、3の箇所を除いて概ねその通りであるとする一方で、同書中に記された自らの上官に対する言動には事実に比べ過剰または異なるところがあること、連隊長や参謀らの言行にはノンフィクションとしては首をかしげる箇所が少なくないことを指摘している。
また同書は、落合ら工兵第23連隊、歩兵第71連隊関係者の証言を中心に構成したため、北サンフェルナンドの戦闘状況について落合と見解の相違があった石川正夫（船舶砲兵第2連隊）は、同書初刷に事実関係の誤りが多いことを指摘し、落合との間で論争に発展している。

### 林安男連隊長について
『集録「ルソン」』編集者の佐藤喜徳は、歩兵第71連隊内部で二木栄蔵連隊長と林安男連隊長それぞれを支持する部下同士で対立があり、同連隊の部隊史や高木『ルソン戦記』は前者の証言を元に記されたため、これらの書籍では林連隊長に対する扱いが冷淡であることを指摘している。『ルソン戦記』の中で米軍への投降の可能性が仄めかされている林連隊長については、佐藤の詳細な調査の結果、昭和20年9月中旬に行動を共にした第23師団の軍医の証言等が発見され、米軍に収容されたのは終戦後であり、10月6日にカンルーバン俘虜収容所で病死したことが明らかにされている。

## 特攻関連作品について
高木の「陸軍特別攻撃隊」は高い評価を受け、菊池寛賞を受賞した。しかし、「死ななくてもよかったはずの死」を強いた軍の組織病理や責任の問題を追及した高木の姿勢は、特攻隊員が純粋な精神で散華したと捉え、その慰霊を第一と考える人々との間で深刻な対立を引き起こした。以下のとおり、高木の作品が軍上層部の無責任さや非人間性を明らかにしたと高く評価する意見がある一方で、元特攻隊員からは、部外者には特攻に赴く心情など分からず、特攻隊員の至誠をゆがめて論じているとの強い批判も行われている。また、高木の取材手法に問題があったことを指摘する声もある。

### 肯定的な評価
ジャーナリストの入江徳郎は、『知覧』について、一人一人の特攻隊員やその周囲にいた人々を丹念に描くことを通じて、戦争という巨大な悪魔を浮き彫りにしており、「時代がたつにつれて美化されてゆくおそれのある特攻について、本書は、戦死した人びとになりかわっての証言といえよう」と評価している。
ジャーナリストの荒垣秀雄は、『陸軍特別攻撃隊』について、高木が二十余年にわたる徹底的な調査により、まとまった記録も戦記も出ていなかった陸軍特別攻撃隊の正体を白日の下に晒したものであり、戦争記録文学として最高のものであるとして高く評価している。その上で、同書が日本の軍司令官、高級参謀などの人間無視の思想と行動を徹底的に追及し、戦場という極限状態における日本人の狂気と非人間性を鋭く剔出していること、高木はこの人間と生命を無視する思想が日本人の根本体質ではないかと疑い、これを次代のために書き残す義務感に駆られたのではないかと感じたことを述べている。
作家・戦史研究家の半藤一利は、高木の『遺言』『特攻基地知覧』を読み、「責任をもって命令できないことを、志願という名のもとに強制することは、人間としてしてはならない」「真の人間悪を、至純な精神のオブラートでくるんで誤魔化してはならない」との所感を述べている。
劇作家・演出家の鴻上尚史は、特攻隊のみならず戦争というものは、「命令した側」と「命令された側」では全く違うことを本書は教えてくれたと述べ、長く読み継がれていくべき本と評価している。

### 否定的な評価
高木の『知覧』がベストセラーになったことも一因となり、「特攻の町」としての知覧の名が知られ、戦友会関係者や遺族らが多く知覧を訪れるようになった。知覧の慰霊祭や遺品館の展示は、特攻隊員が殉国の至純な思いから志願したものとしてその慰霊顕彰に努め、慰霊に訪れる元隊員や遺族もこれを違和感なく受け止めていた。しかし、軍の組織病理に対する批判に主眼を置く高木にとって、こうした流れは許しがたいものだった。高木は観光化していく知覧に対する強い非難を繰り返し、こうした高木を知覧町は切り離していくようになった。
また、飛行第66戦隊に配属され、万世陸軍飛行場（加世田市、現・南さつま市）で特攻出撃を希望しながら終戦を迎えた苗村七郎は、著述・講演活動や、慰霊碑建立や万世特攻平和記念館の建設など、終生慰霊活動に精力的に取り組んだ。「純粋な精神」で特攻に参加した戦友の慰霊を重視する苗村は、特攻隊の純真さを損なうような言説や出版物に対して厳しい批判を行い、高木の『知覧』に対しても、「歴史をなぞらえた一つの小説」「主観の入ったフィクション」「傍観者にはわからぬこと」「特攻隊に批判的な言辞を弄するのは死人に口なし、生き残った人たちが自分をよく見せよう、立場をよくしよう、そして今の世に迎合しようといった気持ちからの発言にすぎない」などと激しい非難を行っている。
高木の著書で厳しく批判された菅原道大中将の子息である深堀道義（海兵75期）は、高木が描いた学徒出陣の特操士官や少年飛行兵など「送り出される側」の人々のことは概ね事実であろうと評する一方で、「送り出す側」については粉飾されていると批判している。そして、高木の取材手法に関して、菅原が高木の取材を快く受け入れ、多くの話をしたり資料を渡したりしたにもかかわらず、『陸軍特別攻撃隊』に書かれた内容はそれらの事実と大きく異なっていたこと、それを理由に菅原が以後の取材を断ったため、『知覧』ではさらに菅原のことが悪く書かれてしまったこと、『文藝春秋』昭和50年6月号に掲載された関行男大尉に関する高木の記事も事実と異なることなど、様々な問題があったことを高木の死後著作などで批判した。

## 著作
※は電子書籍版も刊行
- 『イムパール』雄鶏社、1949年5月。
  - 『インパール』（増訂版）文藝春秋、1968年8月。
  - 『インパール』文藝春秋〈文春文庫〉、1975年7月。ISBN 9784167151010。
  - 『インパール』（新装改版）文春文庫、2018年7月。ISBN 978-4167911133。※
- 『遺族 戦歿学徒兵の日記をめぐって』出版協同社、1957年7月。
- 『知覧』朝日新聞社、1965年9月。
  - 『知覧 若き特攻隊員の悲劇の記録』学習研究社〈中学生の本棚 9〉、1970年3月。児童向け
  - 『特攻基地 知覧』入江徳郎解説、角川書店〈角川文庫〉、1973年7月。
  - 『特攻基地 知覧』（改版）角川文庫、1995年5月。ISBN 9784041345016。
  - 『特攻基地 知覧』解説入江徳郎、大木 毅（新訂版）、KADOKAWA〈角川新書〉、2025年7月。ISBN 978-4040825328。※
- 『抗命 インパール作戦烈師団長発狂す』文藝春秋、1966年11月。
  - 『抗命』文藝春秋〈文春文庫〉、1976年11月。ISBN 9784167151027。
  - 『抗命 インパール2』（新装改版）文春文庫、2019年8月。ISBN 9784167913373。※
- 『戦死』朝日新聞社、1967年8月。
  - 『戦死 インパール牽制作戦』文藝春秋〈文春文庫〉、1984年12月。ISBN 9784167151034。※
- 『全滅 インパール作戦 戦車支隊の最期』文藝春秋、1968年6月。
  - 『全滅』文藝春秋〈文春文庫〉、1987年8月。ISBN 9784167151072。
- 『憤死 インパール作戦 痛根の祭師団参謀長』文藝春秋、1969年8月。
  - 『憤死』文藝春秋〈文春文庫〉、1988年6月。ISBN 9784167151089。
    - 『全滅・憤死 インパール3』（合本新版）文春文庫、2020年7月。ISBN 978-4167915360。※
- 編・解説 『現代日本記録全集 22 戦火の中で』筑摩書房、1969年10月。
- 『神風特攻隊の出撃 太平洋上の死闘』小野田俊絵、偕成社〈太平洋戦史 4〉、1970年1月。
- 『狂信』朝日新聞社、1970年8月。
  - 『狂信 ブラジル日本移民の騒乱』角川書店〈角川文庫〉、1978年1月。
  - 『狂信 ブラジル日本移民の騒乱』ファラオ企画〈原点叢書 2〉、1991年2月。ISBN 9784894091023。
- 『焼身 長崎の原爆・純女学徒隊の殉難』毎日新聞社、1972年。
  - 『新版 焼身 長崎の原爆・純女学徒隊の殉難』角川書店〈角川文庫〉、1980年8月。ISBN 9784041345030。
- 『陸軍特別攻撃隊』 上巻、文藝春秋、1974年11月。新装版1983年8月
- 『陸軍特別攻撃隊』 下巻、文藝春秋、1975年1月。新装版1983年8月
  - 『陸軍特別攻撃隊 1』文藝春秋〈文春文庫〉、1986年8月。ISBN 9784167151041。※
    - 『陸軍特別攻撃隊 1』（文庫新訂版）文藝春秋〈文春学藝ライブラリー〉、2018年12月。ISBN 9784168130779。

  - 『陸軍特別攻撃隊 2』文藝春秋〈文春文庫〉、1986年8月。ISBN 9784167151058。※
    - 『陸軍特別攻撃隊 2』（文庫新訂版）文藝春秋〈文春学藝ライブラリー〉、2019年1月。ISBN 9784168130786。

  - 『陸軍特別攻撃隊 3』文藝春秋〈文春文庫〉、1986年8月。ISBN 9784167151065。※
    - 『陸軍特別攻撃隊 3』（文庫新訂版）文藝春秋〈文春学藝ライブラリー〉、2019年2月。ISBN 9784168130793。
- 『ルソン戦記 ベンゲット道』文藝春秋、1985年1月。
  - 『ルソン戦記 ベンゲット道』 上・下巻、文藝春秋〈文春文庫〉、1989年8月。ISBN 9784167151096。ISBN 9784167151102
- 『戦記作家 高木俊朗の遺言』2巻組、文藝春秋企画出版部、2006年7月。ISBN 978-4160080249。
全著作「あとがき」＋講演CD、復刻『遺族 戦歿学徒兵の日記をめぐって』、『焼身』英語版ほか

## 映画
- いつの日か花咲かん 大映 原案 1947年
- 幸運の椅子 日映 脚本・演出 1948年
- 白き神々の座 日活 演出 1954年

## 演じた俳優
- 北村和夫（『遺族』、1961年・NHKドラマ、脚本：山田洋次）

高木の『遺族 戦歿学徒兵の日記をめぐって』がベースの書き下ろし作で、山田洋次の本格的な脚本家デビュー作となった。山田によれば登場人物の名前を変えた以外は原作に忠実に書いたとのこと。高木は「高田」という名前の報道班員として登場し、特攻隊員から託された遺書を、戦後に遺族に届けようとする。途中に実際の特攻隊員の遺族へのインタビューも挿入されている。
- 石坂浩二（『空よ海よ息子たちよ』、1981年 TBS特別ドラマ、主演：吉永小百合）

高木の『知覧』『陸軍特別攻撃隊』をベースに木下惠介がオリジナル脚本を書き下ろしドラマ化、高木は「高田」という名前で、報道班員としてドラマに登場し、ナレーションもつとめる。